# Incana incanus
Incana incanus là một loài chim trong họ Cisticolidae.